# 葉經義
葉經義（1937年—），臺灣高雄市鹽埕區人，木雕工藝技師，聞名於木雕藝術創作及文物資產保護，1952年投身參與各地傳統寺廟建築與古蹟文物修復迄今，2019年獲中華民國文化部頒贈「國家工藝成就獎」。

## 生平
1937年葉生於台灣日治時期高雄市鹽埕町，1952年初中肄業後拜於泉州派鑿花大師蘇水欽門下，自傳統宮廟鑿花入門到木雕藝術創作，人稱「阿義師」:。1960年代因钢筋混凝土技法興起，許多廟宇建築考量成本因素改採新法致使木作技法式微、衝擊鑿花匠師產業，葉遂轉行為飯店裝潢工。1967年，葉在高雄華王大飯店工程中受日商清水建設邀請赴日執業。1971年，設立「松記有限公司」從事木雕藝品出口業務，以「欄間」雕為最主要營業項目:28。1978年，承接東京八王子妙法寺、長野縣向源寺、神奈川縣妙安寺與四國安樂寺等多處古蹟與寺廟的木雕維修工程，1992年參與沖繩首里城的修復計畫，投入琉球國王尚真御用之「御王座」、「御差床」、「御轎椅」等王室家具的復原工程。:29。1987年，葉開始投入臺灣的古蹟及歷史建築修復工作，與李乾朗合作設計高雄鳳山龍山寺的修復計畫，施以「吊脊式工法」。此後葉陸續承接西門紅樓、板橋林本源園邸、甲仙鎮海軍墓、臺南五妃廟、新化鎮演武場搬遷、高雄楠梓天后宮等修復案。晚年，葉將主要營造工程交由其子葉光洲負責，逐漸將生活重心轉移在技術指導與藝術創作:32。
葉經義於2014年獲中華民國文化部指定為「重要傳統工藝-傳統木雕保存者」，並獲頒「高雄文藝獎」。2015年8月，於高雄市立歷史博物館舉辦特展。2019年獲文化部部長鄭麗君親頒「國家工藝成就獎」。

## 作品
葉經義在廟宇木作或古典家具木雕上的靈感來自對生命的體悟及對自然生態的觀察，早期以人物、花鳥、獅座為主題，後期則以現代題材的動、植物和生態環境為主。

### 傳統建築
具代表性整理如下

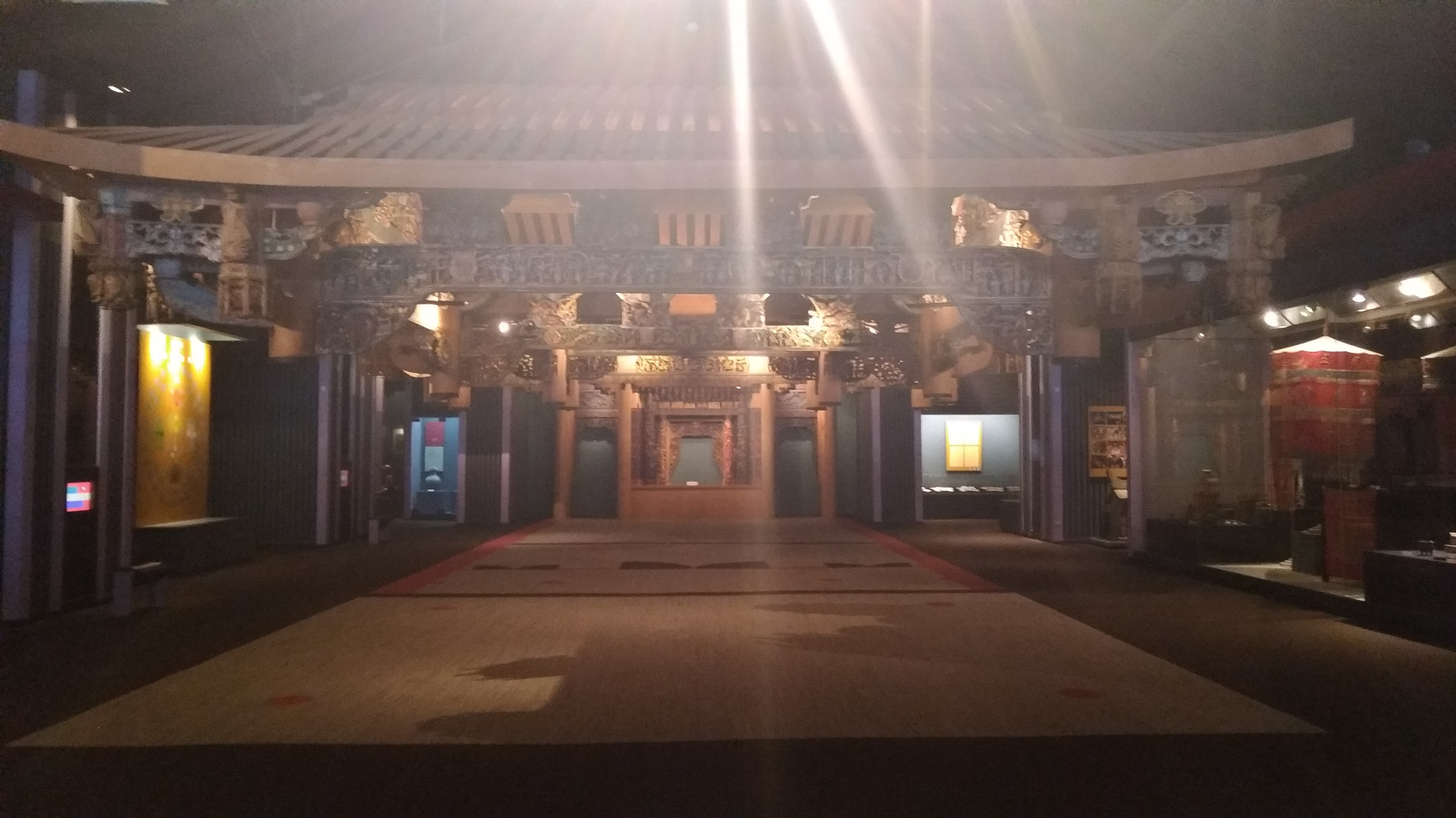
國立自然科學博物館-萬福宮

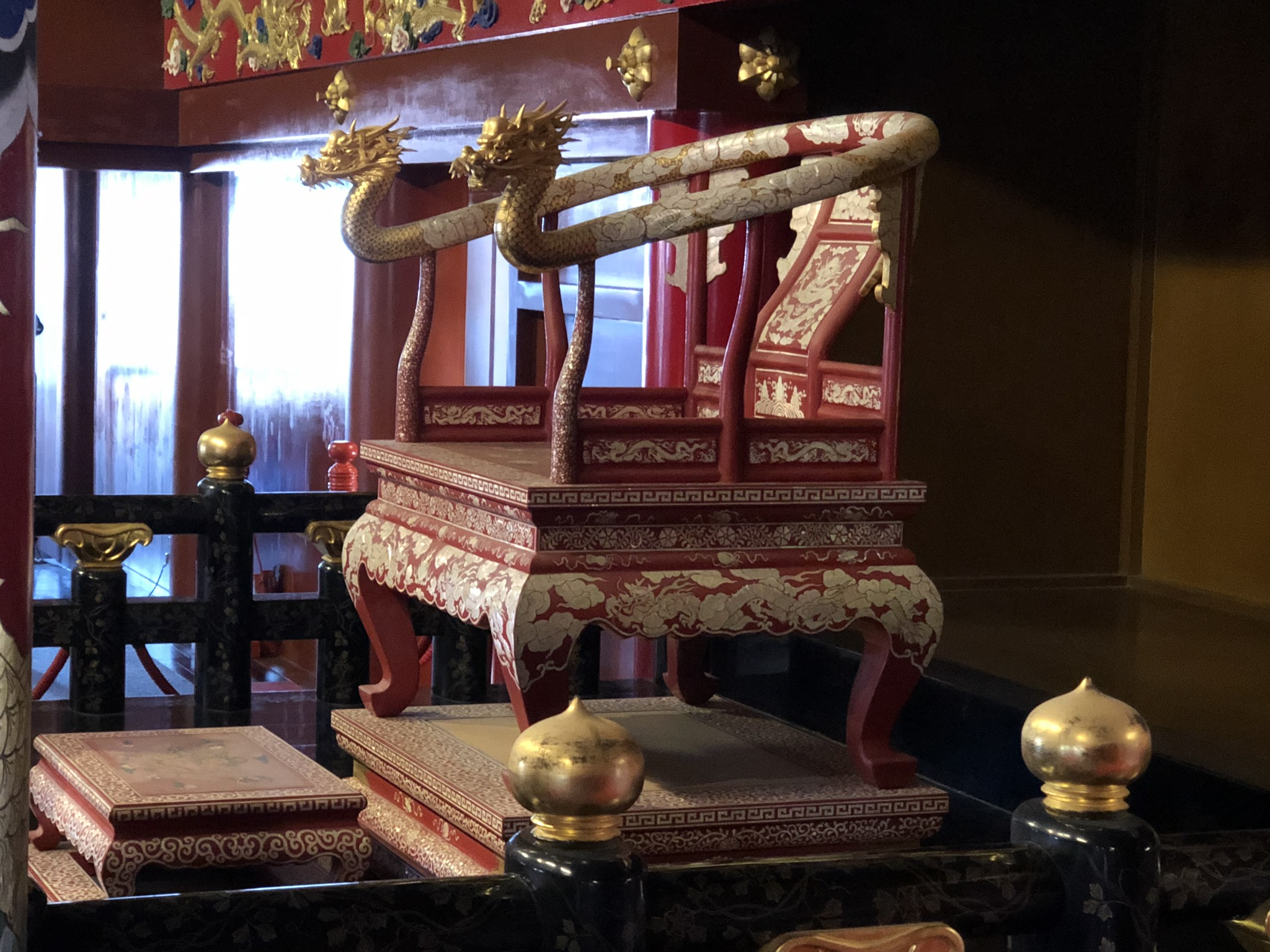
首里城御王座

- 1957年：臺南學甲慈濟宮三川殿及後殿木雕。
- 1964年：大甲鎮瀾宮神龕設計及木雕施作。
- 1966年：高雄市三鳳宮木雕。
- 1967年：雲林北港朝天宮鐘鼓樓。
- 1992年：日本沖繩縣首里城琉球王尚真氏「御王座」、「御差床」、「御轎椅」復原工程設計及製作。
- 1995年：高雄縣茄定鄉白砂崙萬福宮拜亭，現永久展示於國立自然科學博物館。

### 工藝
葉經義作品於臺灣各大公立博物館的館藏如下：

- 國立臺灣工藝研究發展中心館藏
  - 1980-1985年：〈松〉透雕
  - 2008年：〈蓄勢待發〉現代立體雕
- 三義木雕博物館館藏
  - 2015年：〈梅花鹿〉
- 臺南市美術館館藏
  - 2015年：〈富貴白頭〉